# سوئیفت بری
جک سوئیفت بری (Jack Swift Berry)‏ (۹ ژانویه ۱۸۸۷–۲۷ ژوئن ۱۹۶۷)، مشهور به سوئیفت بری، کارشناس جنگل‌داری و چوب‌بری الوار بود که بعدها دو دوره عضو مجلس قانون‌گذاری ایالت کالیفرنیا از حزب جمهوری‌خواه بود.

## پیشینه
جک سوئیفت در ۹ ژانویه سال ۱۸۸۷ در تیکامسای نبراسکا متولد شد. پدر و مادرش در جوانی فوت کردند، از همین خاطر بری و برادرش توسط مادر بزرگ‌شان بزرگ شدند. بری در سال ۱۹۰۳ به‌عنوان چوب‌بر در کوه بلک هیلز در داکوتای جنوبی کار نمود. در سال ۱۹۰۶ در مدرسهٔ جنگل بالتیمور در کارولینای شمالی درس خواند و در سال ۱۹۰۷ مدرک جنگل‌بانی را به‌دست آورد.

## حرفه

### جنگل‌داری
بری در ماه ژوئیه سال ۱۹۰۷ به عنوان دستیار جنگلداری وارد سازمان جنگل‌داری ایالت متحده در واشینگتن دی‌سی شد. در سال ۱۹۰۸ به ترتیب در امور جنگلداری جنگل ملی صلیب مقدس در گلینوود کلرادو، جنگل ملی آرافاو در سولفور اسپرینگ کلرادو و ناحیهٔ تازه‌تأسیس ۵ که مقر آن در سان‌فرانسیسکوی ایالت کالیفرنیا قرار دارد، استخدام شد و در آنجا در چوب‌فروشی کار می‌کرد. مدرک پیشرفته‌ای از مدرسهٔ جنگل‌داری بالتیمور به‌دست آورد که تا حدی به‌خاطر پایان‌نامه کارشناسی ارشدش در درخت‌بری و دود چوب در کالفرنیا بود. در سال ۱۹۱۲ بازرس جنگل و در سال ۱۹۱۶ مهندس جنگل‌داری ناحیهٔ ۵ (مسئول قطع اشجار تمامی کالیفرنیا)، شد.

### جنگ اول جهانی
بری در سال ۱۹۱۷ وارد سپاه مهندسی ارتش ایالات متحده شد و در جنگ اول جهانی خدمت کرد. به‌عنوان سرگرد در گروه پیشرو مهندسین دهم سازمان جنگل‌داری نیروهای بیرون مرزی ایالات متحده ازجمله در بوردو و پاریس (۱۹۱۷–۱۹۱۹)، خدمت کرد.

### جنگل‌داری
بری در ماه سپتامبر سال ۱۹۱۹، مهندس ارزیابی جنگل (چوب) برای منطقهٔ کاج و درخت ماموت کالیفرنیا در سازمان خدمات درآمدهای داخلی آمریکا واقع سان فرانسیسکو، تعیین شد. در سال ۱۹۲۱ به عنوان مهندس جنگل در یک شرکت کوچک کار نمود. در سال ۱۹۲۳ به‌عنوان منشی انجمن حفاظت از جنگل کالفرنیا خدمت نمود. تحقیق سال ۱۹۲۱ وی در سال ۱۹۲۳ مورد توجه انجمن ایالتی جنگل‌داری کالیفرنیا قرار گرفت.

### چوب‌بری
بری در سال ۱۹۲۴ تا سال ۱۹۴۹ به عنوان مدیر عمومی شرکت چوب‌بری مشیگان - کالفرنیا «مشیگان کال»، خدمت کرد. شرکت چوب‌بری میشیگان - کالیفرنیا مالک خط آهن کامینو، پلسرویل، و دریاچهٔ تاهو (CPLT) بود. خط آهن CPLT در اوایل ماه اکتبر سال ۱۹۴۹ با حمل چوب توسط کامیون‌ها در مسیر در حدود دو برابر طولانی‌تر از خط آهن و سیستم کابل، از کار افتاد. بری روش جنگل‌داری پایایی را برای ۹۰٬۰۰۰ جریب زمین اجرا نمود. بری در ابتدا در کامینو ایالت کالفرنیا کار کرد. در سال ۱۹۳۰، مدیر کل شد. در سال ۱۹۳۳، میشیگان کال را وادار کرد تا ۴٬۴۰۰ جریب جنگل بلوجت (در نزدیکی جورج‌تاون ایالت کالیفرنیا) را به عنوان آزمایشگاه مدرسهٔ جنگل‌داری، به دانشگاه کالیفرنیا اهدا نماید. در سال ۱۹۴۲، به تشکیل مجمع جنگل‌داری آمادور-ال‌دورادو، کمک کرد. در سال ۱۹۵۰، شرکت چوب سوئیفت بری را در اسکرامینتوی ایالت کالیفرنیا، تأسیس نمود.

### جنگ دوم جهانی
بری در جریان جنگ دوم جهانی، به عنوان مشاور قطع اشجار در سازمان ملی تولید، خدمت کرد.

### سنای ایالتی کالیفرنیا
بری در سال ۱۹۵۲ به عنوان سناتور ایالتی حوزهٔ نهم آن‌زمان که شامل شهرستان‌های ال‌دورادو و آمادور بود، به خدمت شروع و تا سال ۱۹۶۰ خدمت کرد. بری رئیس کمیتهٔ منابع طبیعی بود. همراه با سندی موری، شهردار پلسرویل، از ساخت و ساز جادهٔ ۵۰ ایالات متحده در کالیفرنیا (US 50) و بیمارستان مارشال در پلسرویل، حمایت کرد. در ۴ نوامبر سال ۱۹۵۲، برندهٔ کرسی نامزدی حزب جمهوری‌خواه و دموکرات شد. در ۶ نوامبر سال ۱۹۵۶، مجدداً برندهٔ این کرسی شد. در ۸ نوامبر سال ۱۹۶۰، کرسی خود را از دست داد و دوباره کاندید نشد. در جریان دورهٔ نخست تصدیش، بری به‌منظور بهبودی از یک مریضی حاد، راهی بیمارستان شد: سنای ایالتی کالیفرنیا قطعنامهٔ شماره ۱۷ سال ۱۹۵۲ را به «آرزوی بهبودی سریع و کامل وی»، به تصویب رساند. در جریان دورهٔ دوم تصدیش در سال ۱۹۵۷، با «تحقیق امکان‌سنجی» ۱۵۷٬۰۰۰ دلاری در مورد مخزن آب دریاچهٔ استامپی میدوز و بدین‌گونه پرژهٔ ۸۵ میلیون دلاری بالای رودخانهٔ آمریکای علیا توسط بخش خدمات شهری ساکرامنتو (SMUD)، مخالف ورزید.

### بانکداری
بری در سال ۱۹۵۳، نخستین رئیس بانک تازه‌تأسیس مادر لود پلسرویل (۱۹۵۳–۱۹۷۵) شد که یکی از مؤسسان آن لوید رافتیو بود. بری تا سال ۱۹۶۲، رئیس این بانک بود و به‌علت سکتهٔ مغزی، خانه‌نشین شد.

## زندگی شخصی و مرگ
بری در سال ۱۹۱۲ با سیسل بال ازدواج نمود. آن‌ها سه فرزند به نام‌های جک، ویلیام و بیتی لئو داشتند. این زوج در سال ۱۹۳۰ از همدیگر طلاق گرفتند. بعداً بری با فلورانس بی. بری ازدواج نمود.
بری از سال ۱۹۳۹ تا سال ۱۹۴۰ به عنوان رئیس انجمن کاج غربی پورتلند و اورگن بخش اقیانوس آرام انجمن ملی سازندگان جعبهٔ صندوق چوبی (۱۹۴۷–۱۹۴۹)، خدمت کرد.
بری عضو دیرینهٔ سازمان ای کلامپس واتوز و هیئت جنگل‌داری ایالت کالیفرنیا (بخشی از ریاست جنگل‌داری و خدمات حفاظت آتش‌نشانی کالیفرنیا)، بود. سوئیفت بری در ۲۷ ماه ژوئن سال ۱۹۶۷ به عمر ۸۰ سالگی در پلسرویل فوت نمود. سنای ایالتی کالیفرنیا، قطعنامهٔ شماره ۳۱۵ سال ۱۹۶۷ ره برای ارج‌گذاری به زندگی و خدمات جی. سوئیفت بری، تصویب نمود. نوادهٔ وی بنام فیل بری، یک وکیل قابل اعتماد در پلسرویل بود.

## جوائز و میراث
- سال ۱۹۶۲: لوح به «سوئیفت بری: آقای کلمپر… مردی نظیر کوه‌های ما» که توسط سازمان ای کلامپس وایتوز واقع بری پارک پلسرویل، به وی اهداء شده بود.
- لوکوموتیو شماره ۸ بل شای که به بری تقدیم شد و در حال حاضر موزه درخت‌بری سریا نوادا اهدا شده‌است و در «موقعیت هشتم» گذاشته شده‌است.

## آثار
چنانچه در بخش جنگل‌داری ریاست منابع طبیعی کالیفرنیا تذکر یافته، «سوئیف بری در طول حرفه‌اش مقالات و پژوهشنامه‌های متعددی را در مورد طرز استفاده از جنگلات، نوشت».
- شیک میکینگ و تری میلز در جنگل‌های ملی کالیفرنیا (۱۹۱۳)‏[۱۵]
- چوب‌بری در منطقه نیشکر و کاج زرد در کالیفرنیا (۱۹۱۷)‏[۱۶][۱۷]
- «شرکت چوب‌بری مشیگان - کالیفرنیا» (۱۹۵۷)‏[۱۸]